# 小出隆
小出 隆（こいで たかし、1896年8月21日 - 1982年12月11日）は、日本の経営者。八十二銀行頭取を務めた。

## 経歴
長野県更級郡稲荷山町（現・千曲市）出身。旧制長野中学（長野県長野高等学校）を経て、1918年に早稲田大学商学部を卒業し、同年に六十三銀行(のちの八十二銀行)に入行。1937年に常務を経て、1951年2月に頭取に就任。1973年5月には会長に就任。1973年5月に会長を経て、1975年12月に相談役に就任。信越化学工業監査役も務めた
1957年に黄綬褒章を受章し、1966年に勲四等瑞宝章を受章し、1975年4月に勲三等旭日中綬章を受章。
1982年12月11日急性呼吸不全のために死去。86歳没。